# ایاز محمود
ایاز محمود (انگلیسی: Ayaz Mahmood؛ زادهٔ ۲۴ مهٔ ۱۹۶۴) بازیکن هاکی روی چمن اهل پاکستان است.
ایاز محمود کار خود را از سال 1980 آغاز کرد و تا سال 1988 به عنوان نماینده پاکستان حضور داشت. در طول دوران حرفه ای او تیم پاکستان در مسابقات بسیاری با مدال های طلا، نقره و برنز قهرمان شد. پس از بازنشستگی از حرفه هاکی، او به عنوان مربی برای تیم جوانان و بزرگسالان پاکستان به فدراسیون هاکی پاکستان پیوست. او در حال حاضر یکی از منتخبان تیم هاکی پاکستان است.